# Washington and Lee University
Washington and Lee University er et privat universitet i Lexington, Virginia, USA.
Universitet har ca. 2.100 studerende, der læser f.eks. jura, religion, journalistik, almendannende fag (liberal arts), naturvidenskab, sprog, miljø mm.

## Historie
Universitetet blev oprindeligt grundlagt i byen Greenville i Virginia allerede i 1749 under navnet Augusta Academy. Efter den amerikanske frihedskrig blev universitetet genetableret ved Timber Ridge ligeledes i Virginia, nu under navnet Liberty Hall University.
I 1782 flyttede universitetet til den nuværende placering i Lexington. I 1796 havde universitetet finansielle problemer, men George Washington donerede et stort beløb i aktier, som reddede universitetet og sikrede driften i en årrække. Herefter blev universitetet omdøbt til Washington Academy, senere Washington College.
Efter den amerikanske borgerkrig overtalte universitetets bestyrelse den tidligere sydstatsgeneral Robert E. Lee til at blive rektor for universitetet, en post han havde til sin død i 1870. Efter Lees død fik universitetet sit nuværende navn. Lee (og flere medlemmer af hans familie) ligger begravet i Lee Chapel på universitetets område.
Den i Danmark formodentlig bedst kendte student fra universitetet er Meriwether Lewis, bedst kendt fra Lewis og Clark ekspeditionen, som læste på universitetet i 1790'erne.
Universitetet var oprindeligt udelukkende for mænd; kvinder fik først adgang så sent som i 1972.